# 桨龙属
桨龙（属名：Eretmosaurus）是蛇颈龙目已灭绝的一个属。

## 历史

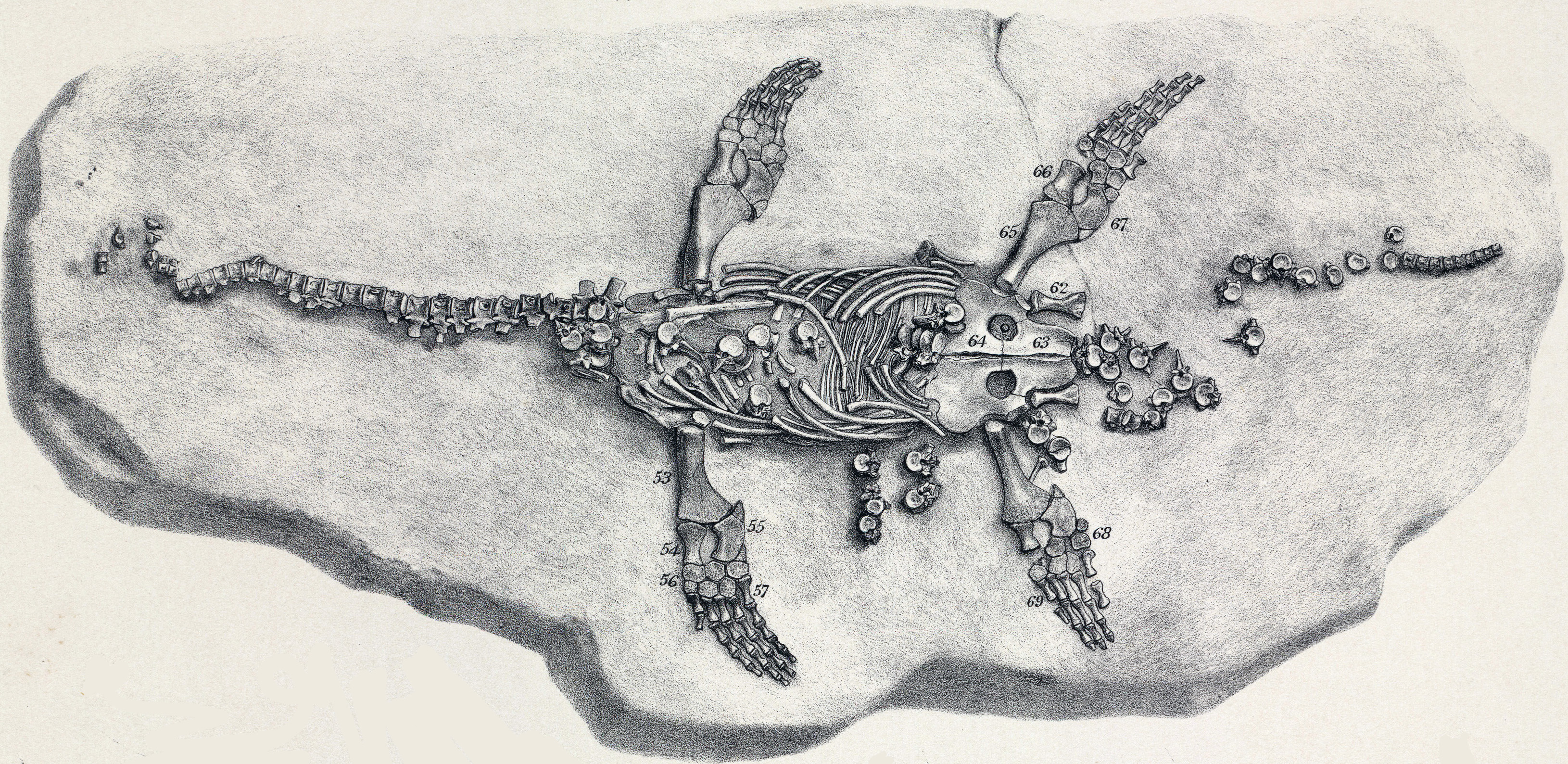
插图

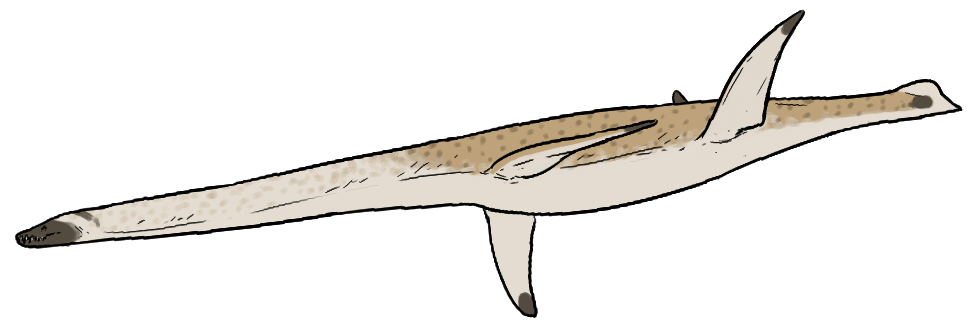
复原图

桨龙是由哈利·丝莱（Harry Govier Seeley）为褶皱蛇颈龙（Plesiosaurus rugosus Owen 1840）所创建。理查德·欧文（Richard Owen）已为来自格洛斯特郡早侏罗世蓝里阿斯组及英国其它未知地区的大量椎骨命名了褶皱蛇颈龙。后来欧文又描述了一件归入褶皱蛇颈龙的无头骨骼（NHMUK 14435），丝莱则以NHMUK 14435为基础为该物种建立新属。